# Xian de Hotan
Cette page contient des caractères spéciaux ou non latins. S’ils s’affichent mal (▯, ?, etc.), consultez la page d’aide Unicode.
Le xian de Hotan (和田县 ; pinyin : Hétián Xiàn ; ouïghour : خوتەن ناھىيىسى / Hoten Nahiyisi) est un district administratif de la région autonome du Xinjiang en Chine. Il est placé sous la juridiction de la préfecture de Hotan.

## Démographie
La population du district était de 251 315 habitants en 1999.